# ناصرية (صوفية)
الناصرية هي طريقة يمتاز أتباعها باتباعهم طرقًا متعددة لممارسة طقوسهم الدينية أسسها محمد بن ناصر الدروعي (1603-1674) ومركزها تمكروت.

### فهرس
- دكتوراه. الأطروحة: بين الله والناس: الناصرية والحياة الاقتصادية في المغرب، 1640-1830 لديفيد جوتيليوس. جامعة جونز هوبكنز، 2001.
- دليل مخطوتات دار الكتب الناصرية، 1985.